# Gran magatzem

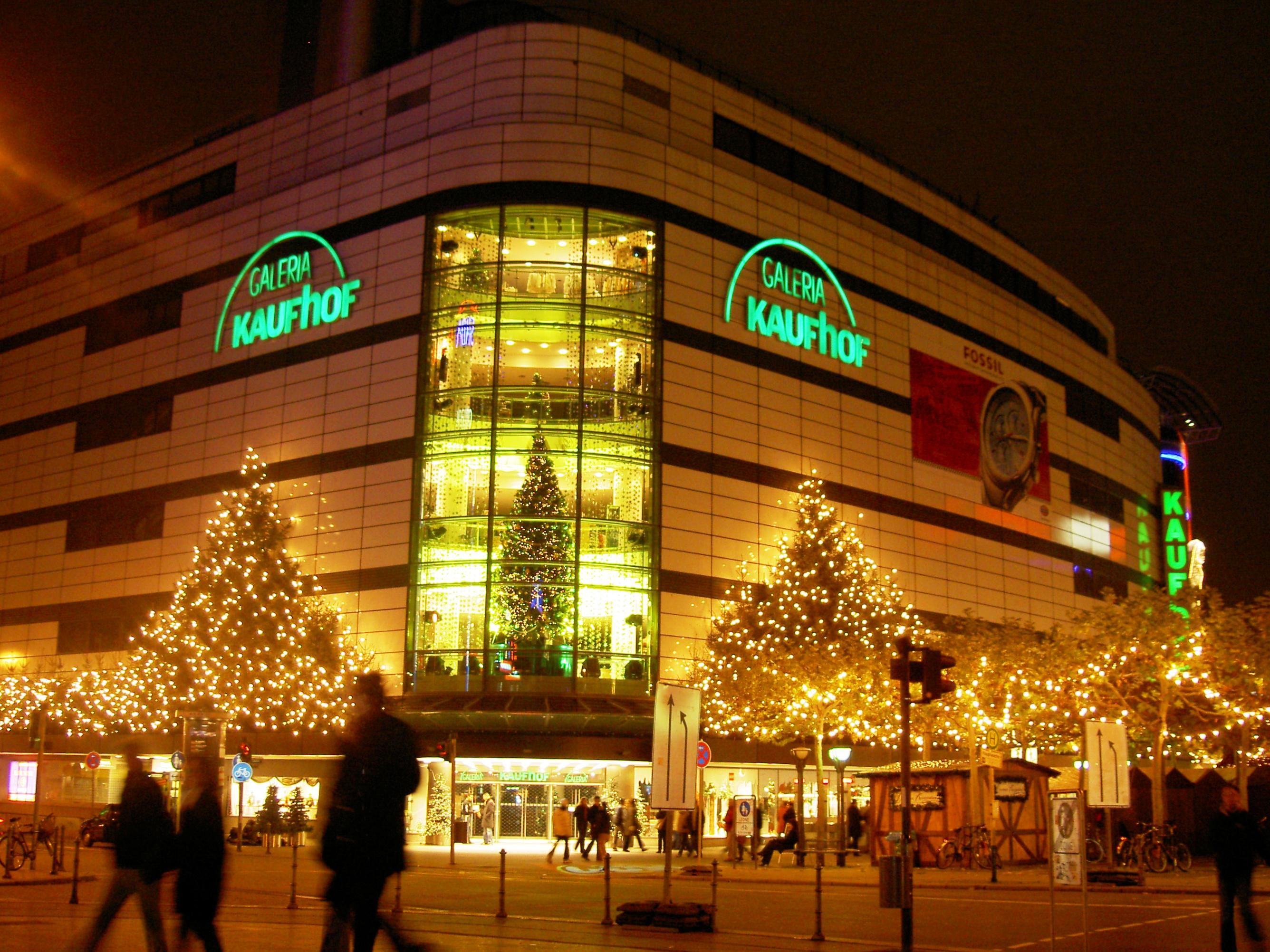
Il·luminació nadalenca d'uns grans magatzems a Frankfurt del Main (Alemanya).

Els grans magatzems, usat generalment en plural (en anglès department store, literalment, botiga per departaments o botiga de seccions) són un establiment comercial de grans dimensions que ofereix una varietat de gènere en venta al públic encaminats a cobrir una àmplia gamma de necessitats: en particular la confecció (roba, llenceria, banyadors, etc.), però també calçat (sabates, botes, sabatilles, espardenyes, calçat esportiu, etc.), complements (cinturons, capells, barrets, guants, paraigües, ventalls, etc.), joieria (joies, rellotges, etc.), drogueria i perfumeria (perfums, maquillatge, cosmètica, productes d'higiene personal, etc.), parament de la llar (vaixella, coberteria, cristalleria, estovalles, tovallons, llençols, cortines, tovalloles, etc.), parament de la cuina o de cocció (olles, cassoles, paelles, estris, etc.), decoració, il·luminació (làmpades, etc.), electrodomèstics (cafeteres, rentavaixelles, rentadores, neveres, etc), electrònica i informàtica, i a vegades també alimentació, productes de neteja i química de la llar, merceria (articles per cosir), alguns articles de ferreteria, etc.
Se situen al centre de les ciutats, solen tenir diverses plantes i divideixen la seva superfície comercial en seccions com ara les esmentades més amunt.
Neixen al segle XIX com a resultat de la revolució industrial i del desenvolupament comercial de la indústria tèxtil, i substitueixen els primers basars de roba. Es diferencia fonamentalment del centre comercial, perquè els grans magatzems pertanyen a una única empresa, conformen una única botiga, i es troben en un sol edific de grans dimensions, a més de trobar-se al centre de la ciutat i no a la seva perifèria o directament afora. No consisteix en diferents botigues agrupades en un sol lloc, com ara un centre comercial, ni d'un hipermercat, perquè l'alimentació no és la seva major prioritat en la venda. De fet, son un dels precursors d'aquests dos tipus d'establiments, és a dir, de les grans superfícies.
Van aparèixer junt amb els passatges comercials o galeries comercials. Avui en dia els grans magatzems conviuen amb les galeries o els passatges comercials, els centres comercials i les grans superfícies, a més de les petites, mitjanes i grans botigues típiques de qualsevol ciutat.

## Història
Es remunta a l'any 1852 en França en què es va instal·lar La Maison du Bon Marché al carrer Sèvres de París. La seva filosofia va ser revolucionària per a l'època: va competir amb els establiments tradicionals amb una política de baix marge, va deixar a la gent entrar i sortir lliurement i va marcar els preus dels productes. A més, es podien canviar o retornar productes sense penalització.
També hi ha qui afirma que va ser la Hudson's Bay Company del Canadà la primera botiga amb seccions. Aquesta companyia va començar la seva activitat en 1670 però no està totalment clar quan va poder començar a considerar-se un gran magatzem. Al principi, les seccions eren llogades a comerciants individuals però a partir de 1900 les companyies més petites van ser comprades o reemplaçades per la més gran. Així, es van configurar tal com els coneixem avui dia en què totes les seccions pertanyen al propietari de l'establiment excepte casos molt especialitzats com la botiga de fotografia o la joieria.
A Mèxic aquest concepte va néixer a mitjan segle xix (en 1857) amb Fábricas de Francia, més tard es va enfortir amb El Palacio de Hierro en 1885 i a través del segle XX amb altres magatzems de menor influència.
A Sud-amèrica les marques xilenes posseeixen gran fortalesa a la regió prosperant cada vegada més, primer es va fundar la cadena Falabella en 1889, aquesta posseeix tendes a l'Argentina, Xile, Colòmbia i el Perú. La segona és Ripley en 1956 amb tendes a Xile, Colòmbia i el Perú, una altra és París fundada en 1900 amb tendes a Xile i el Perú.
Als Estats units, a la fi del segle xix, van florir a Michigan Avenue a Chicago, amb establiments com Marshall Field's. A Nova York, els pioners van ser McCreary's i Abraham & Strauss. El 1906, Harry Gordon Selfridge, un jove soci en Marshall Field's, va abandonar Amèrica per muntar els seus grans magatzems Selfridges a Londres. La seva obertura el 1909 va estimular grans canvis en la filosofia de venda detallista a Anglaterra i l'obertura de cadenes de grans magatzems.
A Espanya, la primera obertura es va produir el 1916 a Catalunya amb els Almacenes Capitolio; anys després, el gener de 1924 s'inauguraven a Madrid els Almacenes Madrid-Paris, pioners d'aquest tipus de comerç. Van tancar el 1934 i al seu mateix edifici es va instal·lar la sucursal madrilenya dels magatzems populars Sepu.
La major cadena de grans magatzems d'Espanya és El Corte Inglés, fundada per Ramón Areces Rodríguez a Madrid i que va començar a estructurar-se per seccions o departaments el 1945. Durant molts anys va competir amb Galerías Preciados, cadena fundada per un parent proper seu, Pepín Fernández, fins que aquesta va ser absorbida per la primera.

## Magatzems populars
Una varietat de grans magatzems ho constitueixen els anomenats magatzems populars. La filosofia és igual als anteriors però realitzen una oferta econòmica en preu que limiten a productes de compra bàsica. Té el seu origen en Estats Units en 1879 quan Woolworth obre un magatzem en què tots els productes es venen a un mateix preu: 5 o 10 centaus. A Europa, són pioners Marks & Spencer a Anglaterra i Thietz a Alemanya. A Mèxic el format neix amb les Tiendas Del Sol (operades per Organització Control), que fins i tot va arribar a adquirir la franquícia mexicana de Woolworth; a més de Tiendas Coppel.
D'aquest tipus a Espanya, a més de l'assenyalat Sepu, altres ressenyables van ser la cadena Simago i els Almacenes Arias. Anteriorment, altres grans magatzems van ser els magatzems El Siglo, Capitol, Simeón, Celso García... etc.

## Gestió i control dels grans magatzems
Alguns magatzems estan completament automatitzats, sense explicar amb prou feines amb treballadors en el seu interior. En aquests casos, la manipulació de mercaderia es realitza amb màquines de magatzematge i desenmmagatzematge coordinades per controladors programables i ordinadors amb el programari apropiat.
Aquest tipus de magatzems automatitzats, s'empren per a mercaderies de temperatura controlada en els quals la disponibilitat d'espai és menor a causa de l'alt cost que la refrigeració suposa per a l'empresa. També s'empren per a aquelles matèries o mercaderies que a causa de la seva perillositat en el manipulat, o la seva elevada rotació rendibilitzen l'elevat cost que suposa l'engegada d'aquest tipus d'instal·lacions.
L'objectiu primordial de les empreses que introdueixen un sistema de magatzems en la seva cadena de subministrament és l'optimització de costos, espais i recorreguts. Per a això s'empren tècniques derivades de l'enginyeria i de la recerca d'operacions enfocades sobre aspectes vitals com la localització de l'o dels magatzems, distribució tant interna com a externa de l'espai en els mateixos, elecció del tipus d'estructura de magatzematge adequada, gestió eficaç dels recorreguts i manipulacions dins del magatzem, optimització de l'espai de càrrega en els diferents mitjans de transport, creació de rutes de transport amb tendència a reduir desplaçaments o a maximitzar la càrrega transportada i disseny de sistemes de gestió i administració àgils.

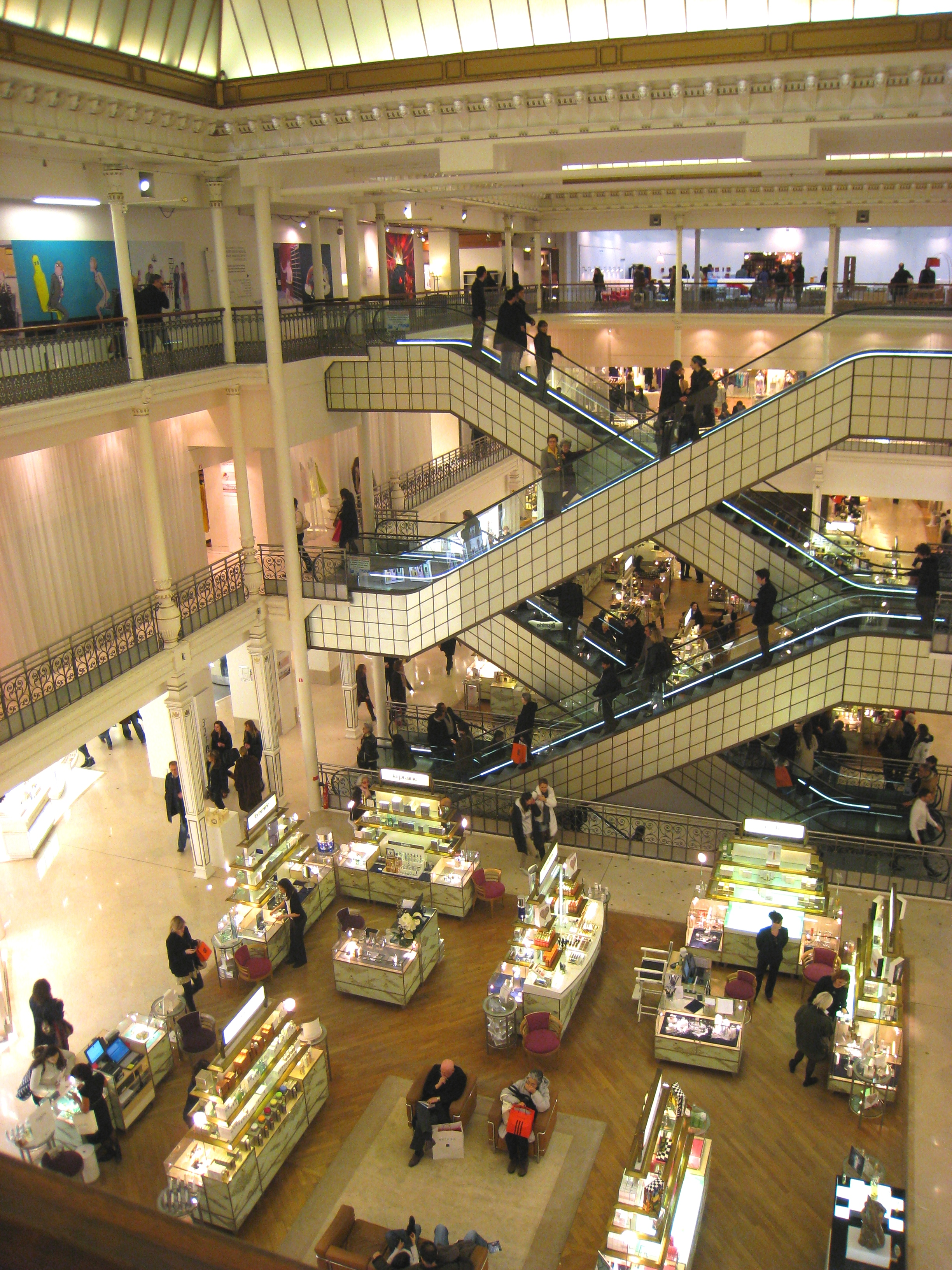
Interior de Le Bon Marché a Paris

## Característiques dels magatzems grans
Entre els elements que formen l'estructura del sistema logístic, en les empreses industrials o comercials, el magatzem és una de les funcions que actua en les dues etapes del flux de materials, el proveïment i la distribució física, constituint una de les activitats importants per al funcionament de l'empresa; no obstant això, moltes vegades va ser oblidada per considerar-se-li com el celler o dipòsit on es guardaven els materials que producció o vendes requeria.
La seva dependència dels elements esmentats, es basava en la necessitat de comptar amb els materials i per això es destinava a treballar en ell personal de confiança dels dirigents.

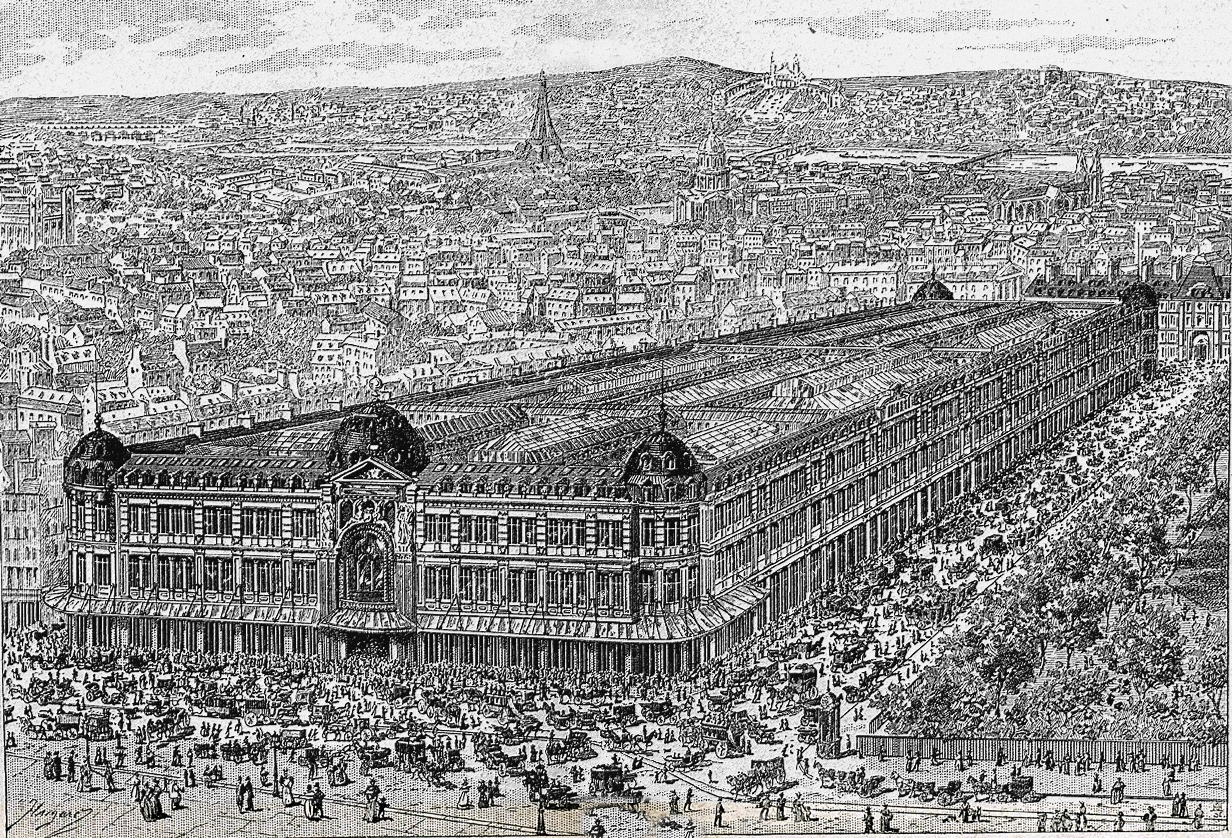
Au Bon Marché